# グレイド
グレイド（glade）とは森林地帯の空き地の意味である。草原地帯の意味とよく似ているが、ここは植物が育つ為の土壌が薄い、もしくは存在しない場所であり、シダー（スギ）や低木、トナカイゴケ（reindeer lichen）の類のコケを多く含んでいる。
グレイドの地面は、周りに太陽の日差しから守る木や大きい植物が無いため、そこだけ通常の森林地帯の気温より高い。